# Shuichi Mase
Shuichi Mase (間瀬 秀一 Mase Shuichi?, nacido el 22 de octubre de 1973 en Yokkaichi) es un exfutbolista japonés que se desempeñaba como delantero y entrenador.

## Clubes

### Como jugador
| Periodo | Club                              |
| ------- | --------------------------------- |
| 1997    | San Fernando Valley Golden Eagles |
| 1998    | Sidekicks Team                    |
| 1999    | Deportivo Amatitlán               |
| 1999    | Deportivo Mictlán                 |
| 2000    | CD San Luis                       |
| 2000    | NK Špansko                        |
| 2000    | NK Slavonac                       |
| 2000    | NK Novalja                        |
| 2000    | NK Trnje                          |

### Como entrenador
| Club                                   | País     | Año         |
| -------------------------------------- | -------- | ----------- |
| Blaublitz Akita                        | Japón    | 2015 - 2016 |
| Ehime FC                               | Japón    | 2017 - 2018 |
| Blaublitz Akita                        | Japón    | 2018 - 2019 |
| Selección de futbol de Mongolia        | Mongolia | 2021        |
| Selección de futbol de sub-23 Mongolia | Mongolia | 2021        |